# Palaeophanes
Palaeophanes is een geslacht van vlinders van de familie van de zakjesdragers (Psychidae). De wetenschappelijke naam van dit geslacht is voor het eerst voorgesteld door Donald Ray Davis in een publicatie uit 2003. De soorten binnen dit geslacht komen in Zuidoost-Azië voor.

## Soorten
- Palaeophanes brevispina Davis, 2003
- Palaeophanes lativalva Davis, 2003
- Palaeophanes taiwanensis Davis, 2003
- Palaeophanes xoutha Davis, 2003